# アレーニア・アエロナウティカ
アレーニア・アエロナウティカ (Alenia Aeronautica)は、かつて存在したイタリアの航空機製造会社である。
持株会社フィンメッカニカ傘下の企業であった。前身はアエリタリアとセレーニアで1990年に設立されたアレーニアで、2002年に宇宙部門のアレーニア・スパーツィオと分離された。
双発ターボプロップ旅客機であるATR 42やATR 72を生産していた。
2012年に、同じフィンメッカニカ傘下の企業であるアエルマッキと合併し、アレーニア・アエルマッキとなった。